# Мона Чарен
Мона Чарен Паркер (англ. Mona Charen Parker, нар. 25 лютого 1957) — оглядачка, журналістка, політична коментаторка і письменниця зі Сполучених Штатів. Написала три книги, дві з яких — Useful Idiots: How Liberals Got it Wrong in the Cold War and Still Blame America First (2003) та Do-Gooders: How Liberals Hurt Those They Claim to Help (and the Rest of Us) (2005) — стали бестселерами New York Times. Також була щотижневою учасницею дискусій у передачі Capital Gang на телеканалі CNN. Будучи політичною консерваторкою, часто пише про зовнішню політику, тероризм, політику, бідність, структуру сім'ї, суспільну мораль та культуру. Вона також відома своїми проізраїльськими поглядами.

## Раннє життя та освіта
Чарен народилася в Нью-Йорку і виросла в Лівінгстоні, штат Нью-Джерсі, де ходила до школи разом з майбутньою колегою-журналісткою Рут Маркус. Вона єврейка. Отримала ступінь бакалавра з відзнакою в Бернард-коледжі в 1979 році та ступінь доктора права в Школі права університету Джорджа Вашингтона в 1984 році.

## Кар'єра

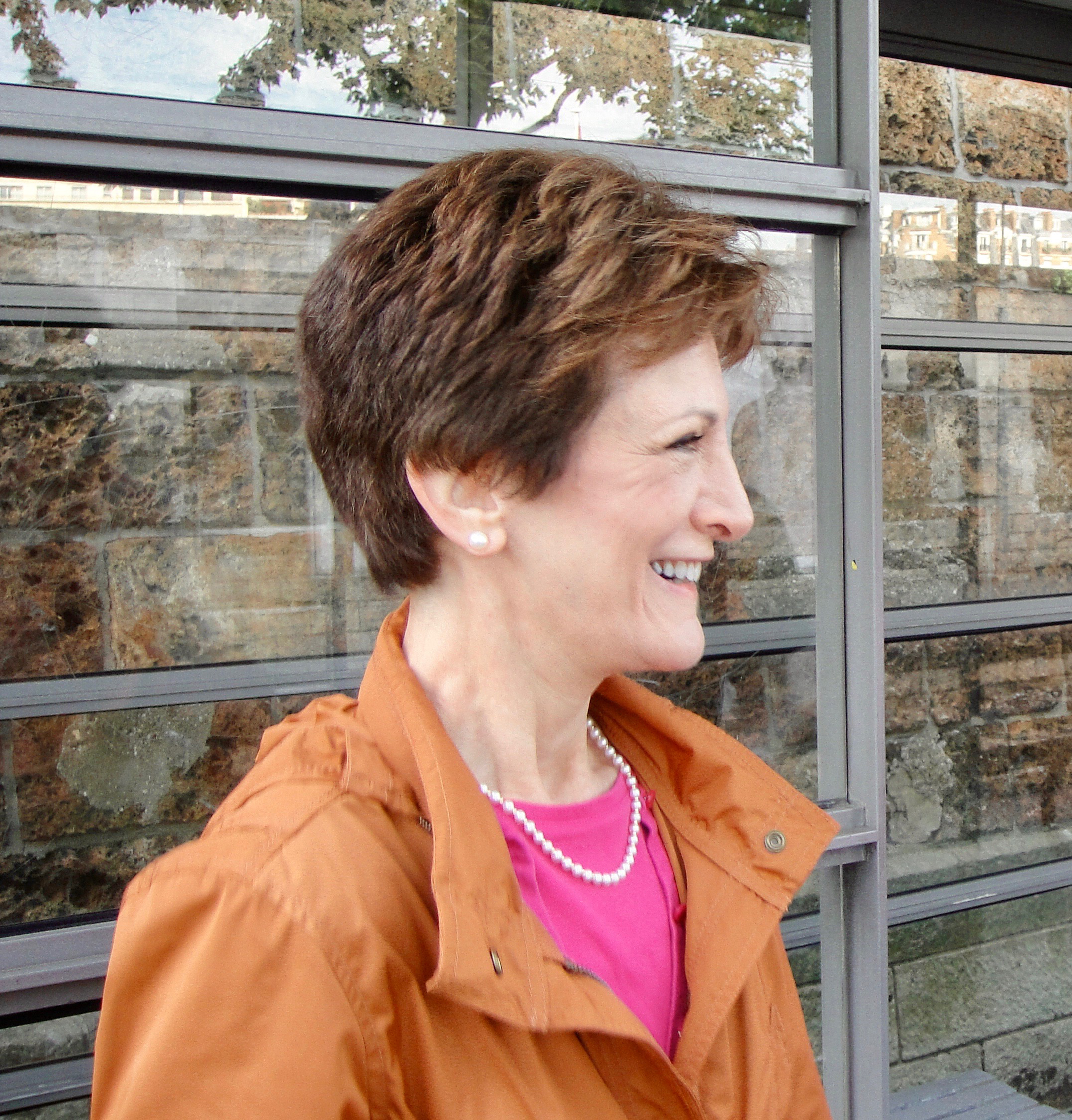
Чарен у Парижі в 2010 році

Чарен писала для журналу National Review, де працювала помічником редактора з 1979 року. Пізніше приєдналася до штату першої леді Ненсі Рейган як спічрайтер. Потім працювала на співробітників президента Рональда Рейгана, в офісі зв'язків з громадськістю Білого дому та в офісі комунікацій.
Чарен була спічрайтеркою Джека Кемпа в його невдалій заявці на пост президента 1988 року. Вона розпочала свою синдиковану колонку в 1987 році. Її розповсюджує компанія Creator Syndicate; колонка з'являлася у понад 200 газетах, включаючи «Бостон Глоуб», «Балтімор Сан», «Сент-Луїс Пост-Диспетч», «Атланта Джорнел-Констит'юшн» та «Вашингтон Таймс».
Чарен була регулярним щотижневим коментатором у програмі Capital Gang на каналі CNN, яка виходила по суботах. Після перепалки з колегою-учасником дискусії Елом Гантом в ефірі вони обоє не з'являлися у передачі одночасно упродовж кількох тижнів. Після появи передачі Capital Gang Sunday, Чарен перейшла туди, де і була коментаторкою до закриття програми.
Її колонки також з'являються в Інтернеті у National Review Online, TownHall.com та електронному журналі Jewish World Review.
У 2010 році Чарен виграла журналістську премію Еріка Брейнделя. Наразі[коли?] вона регулярно з'являється в радіошоу Джона Бачелора.
У червні 2014 року стала старшим науковим співробітником Центру етики та державної політики.

У лютому 2018 року її запросили взяти участь у панельній дискусії щорічної конференції консерваторів CPAC. Її коментарі викликали освистування та глузування від аудиторії; зокрема, вона сказала таке:
Я розчарована у людях на нашому боці, що вони такі лицемірні щодо сексуальних домагачів та аб'юзерів жінок, які є у нашій партії, які сидять у Білому домі, які хваляться своїми позашлюбними стосунками, які хваляться неправильним поводженням з жінками, — а ми дивимось в іншу сторону просто тому, що після його імені дописано «R» … Це партія, яка підтримала Роя Мура на виборах до сенату в штаті Алабама, хоча він достовірно звинувачений у розбещенні дітей. Не можна стверджувати, що ви виступаєте за жінок, і миритися з цим … До речі, про поганців: була досить цікава людина, яка днями виступала на цій сцені. Її звуть Маріон Ле Пен. Тож, чому вона тут була? Чому вона тут була? Це молода, вже не працююча політична діячка з Франції. Думаю, єдина причина, через яку вона була тут, — це те, що її прізвище Ле Пен. І ім'я Ле Пен — це ганьба. Її дід — расист і нацист. Вона стверджує, що відстоює його. І те, що CPAC запросили її — це ганьба. Оригінальний текст (англ.)
I am disappointed in people on our side for being hypocrites about sexual harassers and abusers of women, who are in our party, who are sitting in the White House, who brag about their extramarital affairs, who brag about mistreating women—and because he happens to have an 'R' after his name we look the other way ... This is a party that endorsed Roy Moore for the Senate in the state of Alabama even though he was a credibly accused child molester. You cannot claim that you stand for women and put up with that ... Speaking of bad guys, there was quite an interesting person who was on this stage the other day. Her name is Marion Le Pen. Now, why was she here? Why was she here? She's a young, no-longer-in-office politician from France. I think the only reason she was here is because she's named Le Pen. And the Le Pen name is a disgrace. Her grandfather is a racist and a Nazi. She claims that she stands for him. And the fact that CPAC invited her is a disgrace.
Згодом Чарен написала для журналу New York Times відкриту колонку під назвою «Я рада, що мене освистали на CPAC».

## Особисте життя
Чарен одружена з Робертом П. Паркером, юристом із Вашингтона, округ Колумбія. У них троє синів.